# 歐塞奇 (明尼蘇達州)
歐塞奇（英語：Osage）是位於美國明尼蘇達州貝克縣歐塞奇鎮區的一個普查規定居民點。

## 人口
根據2020年美國人口普查的數據，歐塞奇的面積為8.20平方千米，當中陸地面積為7.06平方千米，而水域面積為1.14平方千米。當地共有人口282人，而人口密度為每平方千米34.39人。